# Dryobota occlusa
Dryobota occlusa là một loài bướm đêm trong họ Noctuidae.